# フィアレス (ピンク・フロイドの楽曲)
「フィアレス」（ふぃあれす、英語: Fearless）は、1971年に発表されたピンク・フロイドの楽曲。アルバム『Meddle（邦題：おせっかい）』に収録されている。

## 解説
デヴィッド・ギルモアの作った曲にロジャー・ウォーターズが詩をつけた。遅いテンポと柔らかな音は、このアルバムのはじめの他のトラックのいくつかと類似点を持つ。ロジャー・ウォーターズは、彼がシド・バレット（バレットは、このアルバムの歌詞のいくつかの主題にもなっている）から学んだGオープン・チューニング（1弦から順にDBGDGD）のギターで、上がってゆくリフを作った。バンドではベーシストであるにもかかわらず、ウォーターズはアルバム制作に関してこのリフと他のリズムギターパートを担当した。
曲の終了間際、リヴァプールFCのゴール裏（通称、KOP）サポーターが歌う「You'll Never Walk Alone」がサンプリングされている。このアイデアはウォーターズによるものと考えられているが、その理由についてピンク・フロイド側から公式には明らかにされておらず様々な解釈がなされている。

## パーソナル
- デヴィッド・ギルモア - ギター、ボーカル
- ロジャー・ウォーターズ -  バッキングボーカル、リズムギター、ベース
- リック・ライト - ピアノ
- ニック・メイスン - ドラムス、パーカッション
- リヴァプールFC サポーター - 「ユール・ネヴァー・ウォーク・アローン」のチャント